# Antonio López (futbolista nacido en 1980)
Antonio López Álvarez (nacido el 12 de mayo de 1980) es un exfutbolista español. Antonio López jugaba como centrocampista y su último equipo fue el CF Fuenlabrada.

## Clubes
| Club                   | País              | Año        |
| ---------------------- | ----------------- | ---------- |
| CD Leganés B           | Bandera de España | 1997-1999  |
| CD Leganés             | Bandera de España | 1999-2000  |
| Real Valladolid        | Bandera de España | 2001-2001  |
| CD Numancia (Cedido)   | Bandera de España | 2001-2002  |
| Real Valladolid        | Bandera de España | 2002-2003  |
| Sevilla FC             | Bandera de España | 2003-2006  |
| Málaga CF (Cedido)     | Bandera de España | 2005-2006  |
| CD Castellón           | Bandera de España | 2006-2007  |
| Gimnàstic de Tarragona | Bandera de España | 2007-2009  |
| Albacete Balompié      | Bandera de España | 2009- 2011 |
| Club Deportivo Teruel  | Bandera de España | 2011- 2012 |
| CF Fuenlabrada         | Bandera de España | 2012-Fin   |

- Datos: Q3824725